# Tapirus bairdii
El tapir centroamericano, norteño o de Baird (Tapirus bairdii) es una especie de mamífero perisodáctilo de la familia de los tapíridos, una de las cuatro especies americanas que existen de tapir. Puebla las selvas tropicales existentes desde el sur mexicano hasta el noroeste de Colombia, con presencia no confirmada en Ecuador. Es la especie más grande del género en el continente americano.

## Descripción

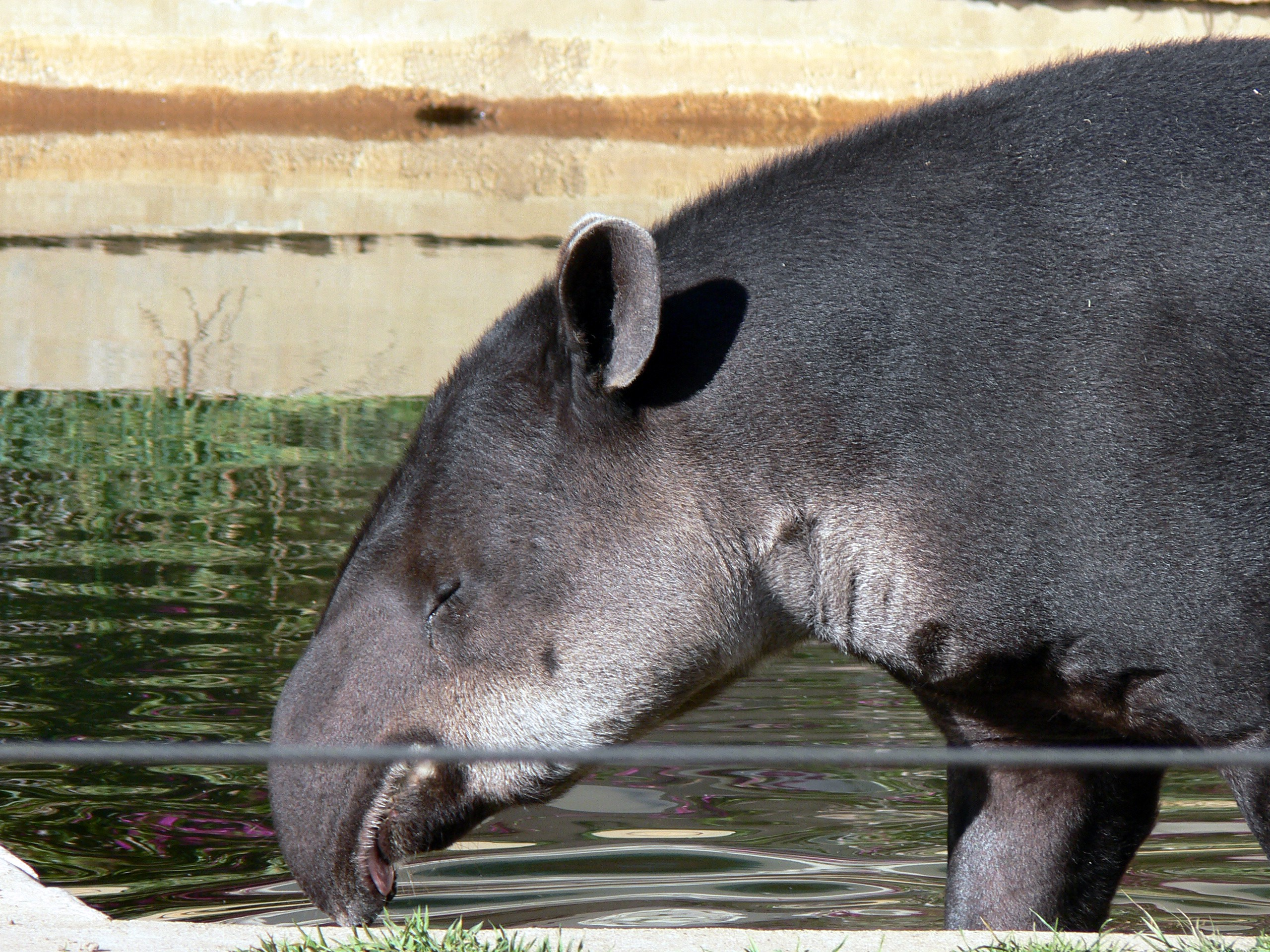
Detalle de la cabeza de un tapir centroamericano adulto.

Alcanza entre 2 y 2,2 m de longitud, 1 m de alzada y 300 kg de peso. Presenta crin corta, hocico largo y robusto con una característica nariz en forma de trompa, pelaje pardo a grisáceo, el borde de la oreja blanco y el del labio blancuzco a grisáceo.
La gestación dura 400 días y nace una cría de aproximadamente 10 kilogramos, la cual es capaz de caminar y seguir a la madre en unos 15 minutos luego de su nacimiento. La cría pasará más de un año con su madre hasta alcanzar 2/3 del tamaño de ella.

### Comportamiento

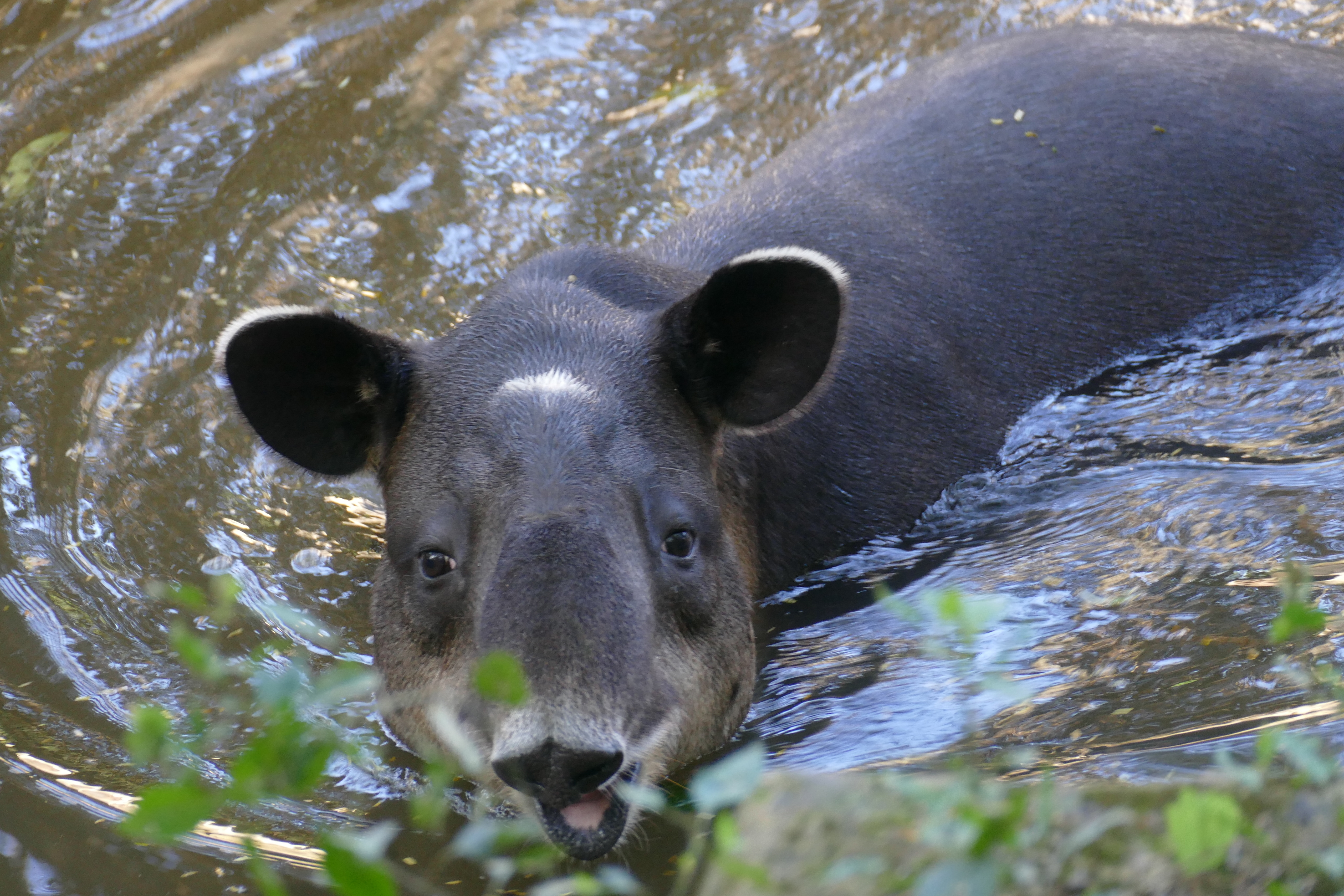
Son también excelentes nadadores y buceadores.

En cuanto al comportamiento los tapires son de costumbres solitarias y territoriales, pueden formar parejas pero no suelen formar grupos. Son animales esquivos y cautelosos, debido a que sufren los efectos psicológicos de la cacería (según el INBio). Su visión es pobre, no obstante su olfato y oído son muy desarrollados. Cuando se asustan los tapires huyen ruidosamente, aunque también lo pueden hacer de manera sigilosa dependiendo de cual sea la razón de la huida.

## Ecología

### Hábitat
Esta especie prefiere los bosques tropicales húmedos, hasta los 3,600 m s. n. m., y viven siempre cerca de algún curso de agua. Es en esos ambientes donde encuentra su alimento en abundancia.

### Distribución
Solían habitar desde el centro de México hasta el noroeste de Colombia, pero su hábitat se vio reducido por la caza, la fragmentación de su hábitat, tanto por la urbanización como por la tala de selvas para cultivos.

### Alimentación
Se alimenta principalmente de hojas, flores, frutos, semillas, tallos y cortezas de hierbas, arbustos y árboles. Algunas de las plantas que forman parte de su dieta son las semillas de la especie arbórea Enterolobium cyclocarpum y plantas del género Raphia. En un artículo académico publicado en 2020, se reportaron avistamientos de individuos de T. bairdii alimentándose de plantas de las especies Schefflera rodriguesiana y Gunnera insignis.En un estudio en el parque nacional Corcovado de Costa Rica se encontró que su dieta estaba compuesta en un 65,4% de hojas, 25,2% de fibras y un 9,4% de frutos. También se observó que presentan comportamientos tanto nocturnos como diurnos.[cita requerida]
En otro estudio de 2005 en la Reserva de la Biosfera El Triunfo en Chiapas, México, también se determinó a través del análisis de las excretas que prefiere los tallos y las hojas a los frutos de las especies vegetales de los bosques mesófilos de montaña. Dentro de las familias de plantas que forman parte de su alimentación se logró identificar a 27 familias, siendo las principales: Solanaceae (12 %), Rubiaceae (12 %) y Asteraceae (11 %). Dentro de estas familias se logró identificar a 35 géneros y 25 especies.

### Relación con otros organismos
La especie tiene como depredador al jaguar (Panthera onca). Se ha observado a las obreras de la hormiga Atta cephalotes alimentándose de las cicatrices de un espécimen, cortando pequeños trozos de tejido hipertrofiado y llevándolos de regreso a su nido.

### Población
Hoy por hoy, sus poblaciones se encuentran en constante disminución. Ya se encuentran extintos en El Salvador, su presencia en México se ha reducido a los estados situados al sur de Veracruz, y en Ecuador se desconoce si hay tapires.
- México: Se estima que hay cerca de 5,000 ejemplares en estado salvaje, México es el país con mayor abundancia de estos. Se localizan en los estados de Veracruz de Ignacio de la Llave, Tabasco, Chiapas, Quintana Roo y sobre todo en Campeche y Oaxaca donde se encuentran las poblaciones más estables y viables a largo plazo, en la Región de Calakmul y la selva de los Chimalapas respectivamente.

- Guatemala: La IUCN estimó en menos de 1000 la población remanente de tapires en estado salvaje.

- Honduras: Si bien la IUCN estimó en menos de 500 la población de tapires en ese país, diversas exploraciones aéreas en la Selva de la Mosquitia en el año 2004 estimaron en unos 600 a 700 la población de tapires en Honduras.

- El Salvador: Actualmente extinto en la mayor parte del país, pero aún se encuentra en zoológicos y reservas, como Montecristo y El Imposible.[10]

- Nicaragua: La IUCN dio una cifra de 500 tapires salvajes en Nicaragua (todos ellos en la Mosquitia), asimismo también se afirmó que la Selva de la Mosquitia hondureña-nicaragüense es una de las áreas más importantes para la conservación del tapir. Esto se debe a que es un área grande y con poca población humana.

- Costa Rica: No obstante su reducida superficie, Costa Rica alberga una población cercana a los 1,000 tapires según la IUCN. Diversos estudios realizados por organizaciones locales han estimado las poblaciones en la Península de Osa, arrojando cifras de entre 250 y 300 tapires, de los cuales el parque nacional Corcovado contiene aproximadamente a 249 +/-51 tapires.

- Panamá: La IUCN estimó en unos 1,000 tapires la población remanente en el país. Se distribuyen de forma continua desde Bocas del Toro hasta la Zona del Canal de Panamá.

- Colombia: Según la IUCN unos 250 tapires todavía habitan los bosques colombianos. Se reporta como extinta localmente en el parque nacional natural Utria, esto debido a que no se han reportado avistamientos desde hace más de 15 años, se cree que dado a sus nulos rastros y avistamientos en el suroeste del país, este solo tiene presencia en el noroeste de Colombia.
- Belice: En este país la caza de tapires es ilegal.[10]

## Estado de conservación

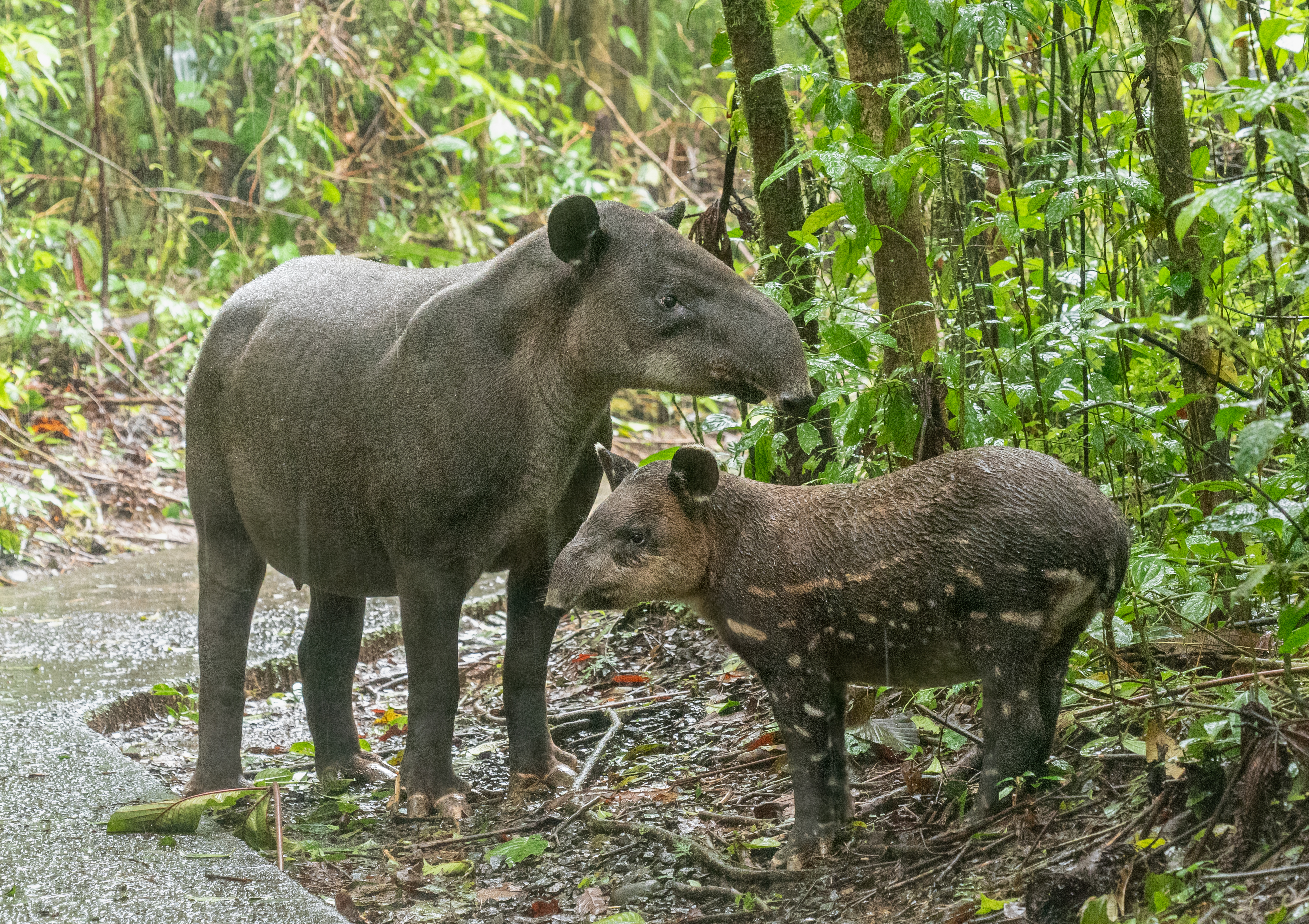
Tapir de Baird con su cría

En una evaluación del 2014 y publicada dos años después se clasificó a T. bairdii en la Lista Roja de la UICN como una especie en peligro de extinción.

### Amenazas
El tapir centroamericano cuenta con múltiples amenazas, que en consecuencia lo han colocado como una especie en peligro de extinción. Una de sus mayores amenazas es la destrucción y fragmentación de su hábitat en toda su distribución territorial, esto con finalidades productivas como el ganado, la agricultura, la minería y la extracción de árboles maderables, en la Sierra Madre de Chiapas una gran parte de bosques nativos han sido transformados en plantaciones de café, cuyo potencial como hábitat factible para los tapires es poco o nulo (Naranjo y Cruz, 1998; Lira, 2002), en El Salvador, la especie ha sido considerada extinta, esto debido a la conversión de su hábitat en zonas de pastoreo, cultivo de palma y otros. Entre 2001 y 2010 se perdieron 179,405 km² de hábitats boscosos, correlacionada con la ganancia de vegetación mixta leñosa / plantación y agrícola / herbácea; el Bosque Maya en México, Belice y Guatemala, y la costa caribeña de Nicaragua tuvieron las mayores tasas de deforestación durante este período (Aide et al.2012).
La cacería es una gran problemática que acecha directamente al tapir del baird, en los últimos años, se ha reportado caza en Guatemala (García et al. 2010), Honduras (Dunn et al. 2011, McCann et al. 2012) y Nicaragua (Koster 2007, Jordan et al. 2014); y anteriormente en Costa Rica (Castellanos et al. 2008). La caza deportiva se ha informado anteriormente en Costa Rica (Castellanos et al. 2008), lo que conlleva a una alta probabilidad de extinción en un corto plazo (Castellanos et al.2008 , García et al.2010, McCann et al.2011). Algunas otras amenazas son el tráfico ilegal de ejemplares principalmente jóvenes y atropellos.

### Situación de la especie en México
Se estima que existen aproximadamente 5,000 ejemplares, en remanentes selváticos del sur del país; en la selva de los Chimalapas, Oaxaca, se calcula una población aproximada de 1,852 animales (Lira-Torres, 2012), estando esta área sin ningún esquema de protección y conservación. El tapir también cuenta con poblaciones significativas en zonas protegidas, como la región de Calakmul (Reserva de la biosfera Calakmul), la Reserva de la biosfera Selva El Ocote, Reserva de la biosfera Montes Azules y Reserva de la biosfera la Sepultura. Ha sido extirpado en gran parte del estado de Veracruz de Ignacio de la Llave, a excepción de la región del Uxpanapa, la cual es colindante con la selva de los Chimalapas en Oaxaca.
En México se considera especie en peligro de extinción según la NOM-059-SEMARNAT-2010. Como parte de la política de conservación de México y siendo el tapir una especie prioritaria, se han establecido acuerdos y se mantiene vínculos con los países donde habita la especie por medio del Grupo de Especialistas en Tapires (TSG), y del Grupo de Especialistas en Conservación del Tapir con el fin de concretar y desarrollar programas y proyectos para el manejo y la recuperación a largo plazo del tapir y su hábitat en México. El 30 de noviembre del 2001 se constituyó oficialmente en la Ciudad de México, el Subcomité Técnico Consultivo para la Conservación y Recuperación del Tapir y el Pecarí de Labios Blancos en México.

### Situación de la especie en Costa Rica
En Costa Rica los tapires se encuentran en hábitats disponibles tanto en la Vertiente del Caribe como en la del Pacífico, desde el nivel del mar hasta una altitud de 3,000 m s. n. m.
Sus mayores reductos se dan en las áreas protegidas. Se cree que hay tapires en la mayoría de áreas protegidas de más de 10,000 hectáreas.
La población de tapires se ha calculado en algunas zonas del país: en el parque nacional Corcovado se ha estimado una población de casi 250 tapires, mientras que en los extensos bosques lluviosos de la Cordillera de Tilarán se estiman entre 31 y 155 tapires.
El Tapirus bardii está considerado, en Costa Rica, una especie en peligro de extinción, debido a la pérdida de su hábitat y a la cacería indiscriminada. Está protegido y regulado por la Ley de Conservación de la Vida Silvestre n.º 7317, la Ley Orgánica del Ambiente n.º 7554 y el decreto n.º 26435-MINAE. Asimismo está incluido en el Apéndice l del Convenio sobre el Comercio Internacional de Especies Amenazadas de Fauna y Flora Silvestre (CITES).

## Nombres comunes

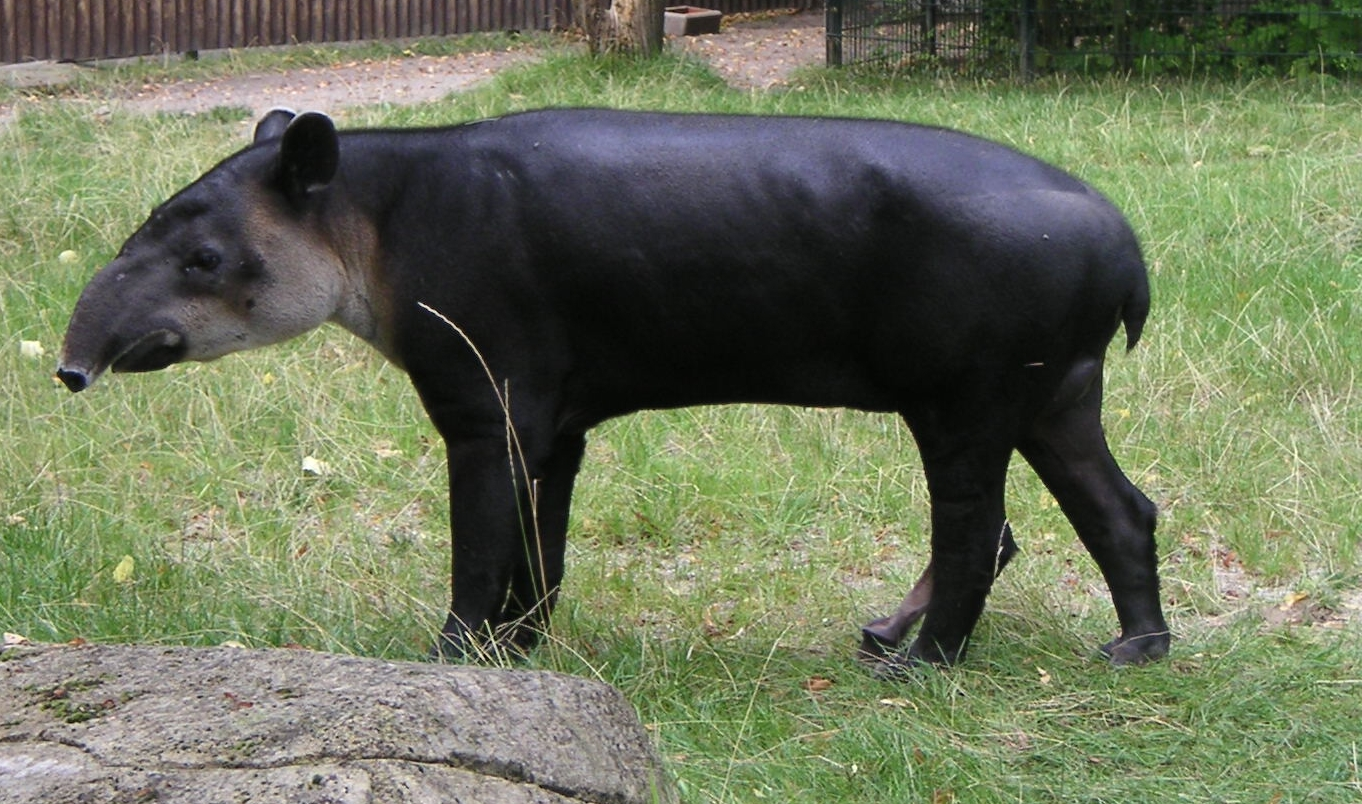
Tapir centroamericano adulto.

En América Central recibe diversos nombres: danta, anteburro (en Oaxaca y Veracruz en México y en Costa Rica), danto y sajino o sahino (en Honduras, Nicaragua), macho de monte (Panamá y Colombia), mountain cow (Belice); tzemen (en lengua tseltal), cash-i-tzimin ("caballo de selva" en maya lacandón), niguanchan ("gran animal" en lengua tojolabal); los cunas de Panamá le dan diversos nombres: moli, oloalikinyalilele, oloswikinyaliler, oloalikinyappi, ekwirmakka o ekwilamakkatola.